# Saison 2024-2025 des Mavericks de Dallas
La saison 2024-2025 des Mavericks de Dallas est la 45e saison de la franchise en National Basketball Association (NBA).
Le 18 avril, les Mavericks sont éliminés de la course aux playoffs après leur défaite lors du Play-in face aux Grizzlies de Memphis (106-120).

## Draft
| Tour | Choix | Joueur         | Poste | Nationalité      | Provenance                      |
| ---- | ----- | -------------- | ----- | ---------------- | ------------------------------- |
| 2    | 58    | Ariel Hukporti | C     | Allemagne / Togo | Riesen Ludwigsbourg (Allemagne) |

## Matchs

### Summer League
| Summer League Total: 1-4 |

| Match | Date match | Équipe        | Score    | Meilleur marqueur            | Meilleur rebondeur  | Meilleur passeur      | Lieux Spectateurs      | Série |
| ----- | ---------- | ------------- | -------- | ---------------------------- | ------------------- | --------------------- | ---------------------- | ----- |
| 1     | 13 juillet | Utah          | D 89-90  | Brandon Williams (21)        | Isaiah Whaley (9)   | Brandon Williams (5)  | Cox Pavilion 0         | 0 - 1 |
| 2     | 15 juillet | Memphis       | D 88-108 | Olivier-Maxence Prosper (16) | Alex Fudge (7)      | Prosper, Williams (4) | Cox Pavilion 0         | 0 - 2 |
| 3     | 17 juillet | Miami         | D 79-92  | A. J. Lawson (22)            | Emanuel Miller (8)  | Trois joueurs (3)     | Thomas & Mack Center 0 | 0 - 3 |
| 4     | 19 juillet | Boston        | V 101-90 | Olivier-Maxence Prosper (22) | Gortman, Miller (7) | Jazian Gortman (5)    | Cox Pavilion 0         | 1 - 3 |
| 5     | 20 juillet | Oklahoma City | D 79-88  | A. J. Lawson (19)            | Jamarion Sharp (10) | Jazian Gortman (9)    | Cox Pavilion 0         | 1 - 4 |

### Pré-saison
| Pré-saison Total: 1-3 (Domicile : 1-2; Extérieur : 0-1) |

| Match | Date match | Équipe          | Score     | Meilleur marqueur   | Meilleur rebondeur           | Meilleur passeur     | Lieux Spectateurs               | Série |
| ----- | ---------- | --------------- | --------- | ------------------- | ---------------------------- | -------------------- | ------------------------------- | ----- |
| 1     | 7 octobre  | Memphis         | D 116-121 | Jaden Hardy (21)    | Naji Marshall (6)            | Jaden Hardy (8)      | American Airlines Center 19 207 | 0 - 1 |
| 2     | 10 octobre | Utah            | D 102-107 | Daniel Gafford (15) | Olivier-Maxence Prosper (10) | Jaden Hardy (4)      | American Airlines Center 19 210 | 0 - 2 |
| 3     | 14 octobre | @ L.A. Clippers | D 96-110  | Quentin Grimes (20) | Gafford, Lively II (7)       | Dereck Lively II (5) | Intuit Dome 13 400              | 0 - 3 |
| 4     | 17 octobre | Milwaukee       | V 109-84  | Kyrie Irving (14)   | Quentin Grimes (10)          | Quentin Grimes (4)   | American Airlines Center 19 217 | 1 - 3 |

### Saison régulière
| Saison régulière Total: 39-43 (Domicile : 22-18; Extérieur : 17-25) |

| Match | Date match | Équipe      | Score     | Meilleur marqueur | Meilleur rebondeur    | Meilleur passeur | Lieux Spectateurs               | Série |
| ----- | ---------- | ----------- | --------- | ----------------- | --------------------- | ---------------- | ------------------------------- | ----- |
| 1     | 24 octobre | San Antonio | V 120-109 | Luka Dončić (28)  | Dereck Lively II (11) | Luka Dončić (8)  | American Airlines Center 20 373 | 1 - 0 |
| 2     | 26 octobre | @ Phoenix   | D 102-114 | Luka Dončić (40)  | Dereck Lively II (11) | Kyrie Irving (5) | Footprint Center 17 071         | 1 - 1 |
| 3     | 28 octobre | Utah        | V 110-102 | Kyrie Irving (23) | P. J. Washington (11) | Kyrie Irving (9) | American Airlines Center 19 811 | 2 - 1 |
| 4     | 29 octobre | @ Minnesota | V 120-114 | Kyrie Irving (35) | Dereck Lively II (9)  | Luka Dončić (8)  | Target Center 18 978            | 3 - 1 |
| 5     | 31 octobre | Houston     | D 102-108 | Luka Dončić (29)  | P. J. Washington (9)  | Kyrie Irving (7) | American Airlines Center 20 011 | 3 - 2 |

| Match                                  | Date match  | Équipe               | Score          | Meilleur marqueur     | Meilleur rebondeur       | Meilleur passeur       | Lieux Spectateurs               | Série  |
| -------------------------------------- | ----------- | -------------------- | -------------- | --------------------- | ------------------------ | ---------------------- | ------------------------------- | ------ |
| 6                                      | 3 novembre  | Orlando              | V 108-85       | Luka Dončić (32)      | Dereck Lively II (11)    | Luka Dončić (7)        | American Airlines Center 19 977 | 4 - 2  |
| 7                                      | 4 novembre  | Indiana              | D 127-134      | Luka Dončić (34)      | P. J. Washington (11)    | Luka Dončić (15)       | American Airlines Center 19 613 | 4 - 3  |
| 8                                      | 6 novembre  | Chicago              | V 119-99       | Luka Dončić (27)      | Gafford, Dončić (7)      | Luka Dončić (13)       | American Airlines Center 20 011 | 5 - 3  |
| 9                                      | 8 novembre  | Phoenix              | D 113-114      | Luka Dončić (30)      | Trois joueurs (7)        | Luka Dončić (7)        | American Airlines Center 20 277 | 5 - 4  |
| 10                                     | 10 novembre | @ Denver             | D 120-122      | Kyrie Irving (43)     | Luka Dončić (9)          | Luka Dončić (9)        | Ball Arena 19 908               | 5 - 5  |
| 11                                     | 12 novembre | @ Golden State*      | D 117-120      | Luka Dončić (31)      | Dončić, Lively II (9)    | Dončić, Irving (6)     | Chase Center 18 064             | 5 - 6  |
| 12                                     | 14 novembre | @ Utah               | D 113-115      | Luka Dončić (37)      | Luka Dončić (7)          | Luka Dončić (9)        | Delta Center 18 175             | 5 - 7  |
| 13                                     | 16 novembre | San Antonio          | V 110-93       | Gafford, Irving (22)  | Kyrie Irving (8)         | Dončić, Irving (6)     | American Airlines Center 20 311 | 6 - 7  |
| 14                                     | 17 novembre | @ Oklahoma City      | V 121-119      | P. J. Washington (27) | P. J. Washington (17)    | Kyrie Irving (6)       | Paycom Center 18 203            | 7 - 7  |
| 15                                     | 19 novembre | La Nouvelle-Orléans* | V 132-91       | Luka Dončić (26)      | Quentin Grimes (8)       | Kyrie Irving (7)       | American Airlines Center 20 077 | 8 - 7  |
| 16                                     | 22 novembre | @ Denver*            | V 123-120      | P. J. Washington (22) | P. J. Washington (13)    | Kyrie Irving (6)       | Ball Arena 19 923               | 9 - 7  |
| 17                                     | 24 novembre | @ Miami              | D 118-123 (OT) | Kyrie Irving (27)     | Dereck Lively II (13)    | Spencer Dinwiddie (7)  | Kaseya Center 19 714            | 9 - 8  |
| 18                                     | 25 novembre | @ Atlanta            | V 129-119      | Kyrie Irving (32)     | P. J. Washington (10)    | Kyrie Irving (6)       | State Farm Arena 17 186         | 10 - 8 |
| 19                                     | 27 novembre | New York             | V 129-114      | Naji Marshall (24)    | P. J. Washington (10)    | Spencer Dinwiddie (9)  | American Airlines Center 20 413 | 11 - 8 |
| 20                                     | 30 novembre | @ Utah               | V 106-94       | Kyrie Irving (30)     | Gafford, Washington (11) | Spencer Dinwiddie (10) | Delta Center 18 175             | 12 - 8 |
| *Matchs comptant pour la NBA Cup 2024. |             |                      |                |                       |                          |                        |                                 |        |

| Match                                  | Date match   | Équipe           | Score     | Meilleur marqueur       | Meilleur rebondeur    | Meilleur passeur      | Lieux Spectateurs               | Série   |
| -------------------------------------- | ------------ | ---------------- | --------- | ----------------------- | --------------------- | --------------------- | ------------------------------- | ------- |
| 21                                     | 1er décembre | @ Portland       | V 137-131 | Luka Dončić (36)        | Dončić, Kleber (7)    | Luka Dončić (13)      | Delta Center 16 205             | 13 - 8  |
| 22                                     | 3 décembre   | Memphis*         | V 121-116 | Luka Dončić (37)        | Luka Dončić (12)      | P. J. Washington (7)  | American Airlines Center 20 277 | 14 - 8  |
| 23                                     | 5 décembre   | @ Washington     | V 137-101 | Kyrie Irving (25)       | Dereck Lively II (11) | Luka Dončić (10)      | Capital One Arena 15 921        | 15 - 8  |
| 24                                     | 7 décembre   | @ Toronto        | V 125-118 | Luka Dončić (30)        | Luka Dončić (13)      | Luka Dončić (11)      | Scotiabank Arena 19 625         | 16 - 8  |
| 25                                     | 10 décembre  | @ Oklahoma City* | D 104-118 | Marshall, Thompson (19) | Luka Dončić (11)      | Trois joueurs (5)     | Paycom Center 18 064            | 16 - 9  |
| 26                                     | 15 décembre  | @ Golden State   | V 143-133 | Luka Dončić (45)        | Luka Dončić (11)      | Luka Dončić (13)      | Chase Center 17 724             | 17 - 9  |
| 27                                     | 19 décembre  | L.A. Clippers    | D 95-118  | Klay Thompson (22)      | P. J. Washington (9)  | Spencer Dinwiddie (7) | American Airlines Center 20 044 | 17 - 10 |
| 28                                     | 21 décembre  | L.A. Clippers    | V 113-97  | Quentin Grimes (20)     | Dereck Lively II (11) | Dinwiddie, Irving (6) | American Airlines Center 20 102 | 18 - 10 |
| 29                                     | 23 décembre  | Portland         | V 132-108 | Luka Dončić (27)        | Luka Dončić (7)       | Luka Dončić (7)       | American Airlines Center 20 225 | 19 - 10 |
| 30                                     | 25 décembre  | Minnesota        | D 99-105  | Kyrie Irving (39)       | Dereck Lively II (10) | Dereck Lively II (3)  | American Airlines Center 20 341 | 19 - 11 |
| 31                                     | 27 décembre  | @ Phoenix        | V 98-89   | Kyrie Irving (20)       | Maximilian Kleber (7) | Irving, Thompson (5)  | Footprint Center 17 071         | 20 - 11 |
| 32                                     | 28 décembre  | @ Portland       | D 122-126 | Kyrie Irving (46)       | Daniel Gafford (9)    | Maximilian Kleber (5) | Moda Center 19 335              | 20 - 12 |
| 33                                     | 30 décembre  | @ Sacramento     | D 100-110 | Spencer Dinwiddie (30)  | Quentin Grimes (7)    | Spencer Dinwiddie (6) | Golden 1 Center Not Yet Counted | 20 - 13 |
| *Matchs comptant pour la NBA Cup 2024. |              |                  |           |                         |                       |                       |                                 |         |

| Match | Date match  | Équipe                | Score     | Meilleur marqueur       | Meilleur rebondeur    | Meilleur passeur        | Lieux Spectateurs               | Série   |
| ----- | ----------- | --------------------- | --------- | ----------------------- | --------------------- | ----------------------- | ------------------------------- | ------- |
| 34    | 1er janvier | @ Houston             | D 99-110  | Quentin Grimes (17)     | Kyrie Irving (7)      | Dereck Lively II (6)    | Toyota Center 18 055            | 20 - 14 |
| 35    | 3 janvier   | Cleveland             | D 122-134 | Quentin Grimes (26)     | Dereck Lively II (11) | Quentin Grimes (6)      | American Airlines Center 20 231 | 20 - 15 |
| 36    | 6 janvier   | @ Memphis             | D 104-119 | P. J. Washington (17)   | Dereck Lively II (12) | Quentin Grimes (6)      | FedExForum 16 412               | 20 - 16 |
| 37    | 7 janvier   | L.A. Lakers           | V 118-97  | Quentin Grimes (23)     | Quentin Grimes (9)    | Spencer Dinwiddie (8)   | American Airlines Center 20 126 | 21 - 16 |
| 38    | 9 janvier   | Portland              | V 117-111 | Jaden Hardy (25)        | Dereck Lively II (16) | Spencer Dinwiddie (5)   | American Airlines Center 19 241 | 22 - 16 |
| 39    | 12 janvier  | Denver                | D 101-112 | Klay Thompson (25)      | Trois joueurs (6)     | Spencer Dinwiddie (10)  | American Airlines Center 20 031 | 22 - 17 |
| 40    | 14 janvier  | Denver                | D 99-118  | Daniel Gafford (13)     | P. J. Washington (8)  | Quentin Grimes (5)      | American Airlines Center 19 798 | 22 - 18 |
| 41    | 15 janvier  | @ La Nouvelle-Orléans | D 116-119 | Daniel Gafford (27)     | P. J. Washington (14) | Naji Marshall (10)      | Smoothie King Center 16 488     | 22 - 19 |
| 42    | 17 janvier  | Oklahoma City         | V 106-98  | Kyrie Irving (25)       | Naji Marshall (10)    | Irving, Washington (5)  | American Airlines Center 20 311 | 23 - 19 |
| 43    | 20 janvier  | @ Charlotte           | D 105-110 | Kyrie Irving (33)       | Daniel Gafford (15)   | Naji Marshall (4)       | Spectrum Center 19 314          | 23 - 20 |
| 44    | 22 janvier  | Minnesota             | D 114-115 | Kyrie Irving (36)       | Daniel Gafford (12)   | Kyrie Irving (9)        | American Airlines Center 20 025 | 23 - 21 |
| 45    | 23 janvier  | @ Oklahoma City       | V 121-115 | Spencer Dinwiddie (28)  | P. J. Washington (19) | Irving, Kleber (4)      | Paycom Center 18 203            | 24 - 21 |
| 46    | 25 janvier  | Boston                | D 107-122 | Kyrie Irving (22)       | Daniel Gafford (15)   | Kyrie Irving (5)        | American Airlines Center 20 421 | 24 - 22 |
| 47    | 27 janvier  | Washington            | V 130-108 | Klay Thompson (23)      | P. J. Washington (9)  | Spencer Dinwiddie (9)   | American Airlines Center 20 031 | 25 - 22 |
| 48    | 29 janvier  | @ La Nouvelle-Orléans | V 137-136 | Irving, Washington (25) | P. J. Washington (14) | P. J. Washington (8)    | Smoothie King Center 15 656     | 26 - 22 |
| 49    | 31 janvier  | @ Détroit             | D 102-117 | Kyrie Irving (28)       | P. J. Washington (13) | Dinwiddie, Thompson (4) | Little Caesars Arena 20 062     | 26 - 23 |

| Match                  | Date match | Équipe              | Score          | Meilleur marqueur       | Meilleur rebondeur    | Meilleur passeur            | Lieux Spectateurs                 | Série   |
| ---------------------- | ---------- | ------------------- | -------------- | ----------------------- | --------------------- | --------------------------- | --------------------------------- | ------- |
| 50                     | 2 février  | @ Cleveland         | D 101-144      | Jaden Hardy (21)        | Kylor Kelley (11)     | Olivier-Maxence Prosper (4) | Rocket Mortgage FieldHouse 19 432 | 26 - 24 |
| 51                     | 4 février  | @ Philadelphie      | D 116-118      | Kyrie Irving (34)       | Christie, Irving (9)  | Spencer Dinwiddie (7)       | Wells Fargo Center 19 756         | 26 - 25 |
| 52                     | 6 février  | @ Boston            | V 127-120      | Klay Thompson (25)      | Daniel Gafford (15)   | Exum, Gafford (5)           | TD Garden 19 156                  | 27 - 25 |
| 53                     | 8 février  | Houston             | V 116-105      | Anthony Davis (26)      | Anthony Davis (16)    | Anthony Davis (7)           | American Airlines Center 20 303   | 28 - 25 |
| 54                     | 10 février | Sacramento          | D 128-129 (OT) | Kyrie Irving (30)       | Kyrie Irving (9)      | Kyrie Irving (7)            | American Airlines Center 19 726   | 28 - 26 |
| 55                     | 12 février | Golden State        | V 111-107      | Kyrie Irving (42)       | Naji Marshall (8)     | Edwards, Prosper (6)        | American Airlines Center 20 311   | 29 - 26 |
| 56                     | 13 février | Miami               | V 118-113      | Dante Exum (27)         | Edwards, Marshall (9) | Spencer Dinwiddie (6)       | American Airlines Center 19 935   | 30 - 26 |
| NBA All-Star Game 2025 |            |                     |                |                         |                       |                             |                                   |         |
| 57                     | 21 février | La Nouvelle-Orléans | V 111-103      | Kyrie Irving (35)       | Naji Marshall (10)    | Spencer Dinwiddie (7)       | American Airlines Center 20 125   | 31 - 26 |
| 58                     | 23 février | @ Golden State      | D 102-126      | Irving, Washington (17) | Kessler Edwards (8)   | Dante Exum (5)              | Chase Center 18 064               | 31 - 27 |
| 59                     | 25 février | @ L.A. Lakers       | D 99-107       | Kyrie Irving (35)       | P. J. Washington (10) | Max Christie (6)            | Crypto.com Arena 18 997           | 31 - 28 |
| 60                     | 27 février | Charlotte           | V 103-96       | Kyrie Irving (25)       | Moses Brown (11)      | Naji Marshall (6)           | American Airlines Center 20 009   | 32 - 28 |

| Match | Date match | Équipe        | Score     | Meilleur marqueur      | Meilleur rebondeur    | Meilleur passeur        | Lieux Spectateurs               | Série   |
| ----- | ---------- | ------------- | --------- | ---------------------- | --------------------- | ----------------------- | ------------------------------- | ------- |
| 61    | 1er mars   | Milwaukee     | D 117-132 | Kyrie Irving (31)      | Moses Brown (9)       | Klay Thompson (5)       | American Airlines Center 20 272 | 32 - 29 |
| 62    | 3 mars     | Sacramento    | D 98-122  | Kai Jones (21)         | Kai Jones (8)         | Dinwiddie, Marshall (6) | American Airlines Center 19 711 | 32 - 30 |
| 63    | 5 mars     | @ Milwaukee   | D 107-137 | Klay Thompson (28)     | Naji Marshall (11)    | Brandon Williams (8)    | Fiserv Forum 17 341             | 32 - 31 |
| 64    | 7 mars     | Memphis       | D 111-122 | Brandon Williams (31)  | Naji Marshall (17)    | Brandon Williams (6)    | American Airlines Center 20 010 | 32 - 32 |
| 65    | 9 mars     | Phoenix       | D 116-125 | Naji Marshall (34)     | Naji Marshall (9)     | Naji Marshall (10)      | American Airlines Center 20 013 | 32 - 33 |
| 66    | 10 mars    | @ San Antonio | V 133-129 | Spencer Dinwiddie (28) | Kessler Edwards (11)  | Spencer Dinwiddie (6)   | Frost Bank Center 17 735        | 33 - 33 |
| 67    | 12 mars    | @ San Antonio | D 116-126 | Brandon Williams (19)  | Quatre joueurs (4)    | Klay Thompson (7)       | Frost Bank Center 18 354        | 33 - 34 |
| 68    | 14 mars    | @ Houston     | D 96-133  | Brandon Williams (25)  | Klay Thompson (9)     | Marshall, Thompson (3)  | Toyota Center 16 612            | 33 - 35 |
| 69    | 16 mars    | Philadelphie  | D 125-130 | P. J. Washington (29)  | P. J. Washington (12) | Spencer Dinwiddie (7)   | American Airlines Center 19 825 | 33 - 36 |
| 70    | 19 mars    | @ Indiana     | D 131-135 | P. J. Washington (26)  | Kai Jones (11)        | Spencer Dinwiddie (12)  | Gainbridge Fieldhouse 15 078    | 33 - 37 |
| 71    | 21 mars    | Détroit       | V 123-117 | Spencer Dinwiddie (31) | Naji Marshall (11)    | Spencer Dinwiddie (7)   | American Airlines Center 20 071 | 34 - 37 |
| 72    | 24 mars    | @ Brooklyn    | V 120-101 | Naji Marshall (22)     | Kai Jones (9)         | Spencer Dinwiddie (12)  | Barclays Center 16 434          | 35 - 37 |
| 73    | 25 mars    | @ New York    | D 113-128 | Naji Marshall (38)     | Kai Jones (8)         | Spencer Dinwiddie (7)   | Madison Square Garden 19 812    | 35 - 38 |
| 74    | 27 mars    | @ Orlando     | V 101-92  | Jaden Hardy (22)       | Anthony Davis (7)     | Brandon Williams (6)    | Kia Center 17 269               | 36 - 38 |
| 75    | 29 mars    | @ Chicago     | V 120-119 | Klay Thompson (20)     | Spencer Dinwiddie (8) | Spencer Dinwiddie (11)  | United Center 21 045            | 37 - 38 |
| 76    | 31 mars    | Brooklyn      | D 109-113 | Daniel Gafford (17)    | Naji Marshall (8)     | Spencer Dinwiddie (8)   | American Airlines Center 19 790 | 37 - 39 |

| Match | Date match | Équipe          | Score     | Meilleur marqueur   | Meilleur rebondeur    | Meilleur passeur       | Lieux Spectateurs                        | Série   |
| ----- | ---------- | --------------- | --------- | ------------------- | --------------------- | ---------------------- | ---------------------------------------- | ------- |
| 77    | 2 avril    | Atlanta         | V 120-118 | Anthony Davis (34)  | Anthony Davis (15)    | Spencer Dinwiddie (10) | American Airlines Center Not Yet Counted | 38 - 39 |
| 78    | 4 avril    | @ L.A. Clippers | D 91-114  | Naji Marshall (22)  | P. J. Washington (10) | Jaden Hardy (5)        | Intuit Dome 17 927                       | 38 - 40 |
| 79    | 5 avril    | @ L.A. Clippers | D 104-135 | Anthony Davis (27)  | Anthony Davis (9)     | Spencer Dinwiddie (9)  | Intuit Dome 17 927                       | 38 - 41 |
| 80    | 9 avril    | L.A. Lakers     | D 97-112  | Naji Marshall (23)  | Anthony Davis (11)    | Naji Marshall (8)      | American Airlines Center 20 841          | 38 - 42 |
| 81    | 11 avril   | Toronto         | V 124-102 | Anthony Davis (23)  | Anthony Davis (13)    | Anthony Davis (10)     | American Airlines Center 20 177          | 39 - 42 |
| 82    | 13 avril   | @ Memphis       | D 97-132  | Daniel Gafford (20) | Kai Jones (8)         | Spencer Dinwiddie (7)  | FedExForum 17 794                        | 39 - 43 |

### Play-in tournament
| Play-in Total: 1-1 (Domicile : 0-0; Extérieur : 1-1) |

| Match | Date match | Équipe       | Score     | Meilleur marqueur  | Meilleur rebondeur    | Meilleur passeur | Lieux Spectateurs      | Série |
| ----- | ---------- | ------------ | --------- | ------------------ | --------------------- | ---------------- | ---------------------- | ----- |
| 1     | 15 avril   | @ Sacramento | V 120-106 | Anthony Davis (27) | Davis, Washington (9) | Dante Exum (6)   | Golden 1 Center 17 939 | 1 - 0 |

| Match | Date match | Équipe    | Score     | Meilleur marqueur  | Meilleur rebondeur | Meilleur passeur     | Lieux Spectateurs | Série |
| ----- | ---------- | --------- | --------- | ------------------ | ------------------ | -------------------- | ----------------- | ----- |
| 2     | 18 avril   | @ Memphis | D 106-120 | Anthony Davis (40) | Anthony Davis (9)  | Brandon Williams (7) | FedExForum 17 794 | 1 - 1 |

### Confrontations en saison régulière
| Conférence Est      | Conférence Est                              | Conférence Est                              | Conférence Ouest                            | Conférence Ouest                            | Conférence Ouest                            | Conférence Ouest                            | Conférence Ouest                            | Conférence Ouest                            |
| Division Atlantique | Division Atlantique                         | Division Atlantique                         | Division Nord-Ouest                         | Division Nord-Ouest                         | Division Nord-Ouest                         | Division Nord-Ouest                         | Division Nord-Ouest                         | Division Nord-Ouest                         |
| Équipe              | Domicile                                    | Extérieur                                   | Équipe                                      | Domicile                                    | Domicile                                    | Extérieur                                   | Extérieur                                   | Extérieur                                   |
| ------------------- | ------------------------------------------- | ------------------------------------------- | ------------------------------------------- | ------------------------------------------- | ------------------------------------------- | ------------------------------------------- | ------------------------------------------- | ------------------------------------------- |
| Boston              | 107-122                                     | 127-120                                     | Denver                                      | 101-112                                     | 99-118                                      | 120-122                                     | 123-120                                     |                                             |
| Brooklyn            | 109-113                                     | 120-101                                     | Minnesota                                   | 99-105                                      | 114-115                                     | 120-114                                     |                                             |                                             |
| New York            | 129-114                                     | 113-128                                     | Oklahoma City                               | 106-98                                      |                                             | 121-119                                     | 104-118                                     | 121-115                                     |
| Philadelphie        | 125-130                                     | 116-118                                     | Portland                                    | 132-108                                     | 117-111                                     | 137-131                                     | 122-126                                     |                                             |
| Toronto             | 124-102                                     | 125-118                                     | Utah                                        | 110-102                                     |                                             | 113-115                                     | 106-94                                      |                                             |
| Division            | 5-5 (Domicile : 2-3; Extérieur : 3-2)       | 5-5 (Domicile : 2-3; Extérieur : 3-2)       | Division                                    | 10-8 (Domicile : 4-4; Extérieur : 6-3)      | 10-8 (Domicile : 4-4; Extérieur : 6-3)      | 10-8 (Domicile : 4-4; Extérieur : 6-3)      | 10-8 (Domicile : 4-4; Extérieur : 6-3)      | 10-8 (Domicile : 4-4; Extérieur : 6-3)      |
| Division Centrale   | Division Centrale                           | Division Centrale                           | Division Pacifique                          | Division Pacifique                          | Division Pacifique                          | Division Pacifique                          | Division Pacifique                          | Division Pacifique                          |
| Équipe              | Domicile                                    | Extérieur                                   | Équipe                                      | Domicile                                    | Domicile                                    | Extérieur                                   | Extérieur                                   | Extérieur                                   |
| Chicago             | 119-99                                      | 120-119                                     | Golden State                                | 111-107                                     |                                             | 117-120                                     | 143-133                                     | 102-126                                     |
| Cleveland           | 122-134                                     | 101-144                                     | L.A. Clippers                               | 95-118                                      | 113-97                                      | 91-114                                      | 104-135                                     |                                             |
| Detroit             | 123-117                                     | 102-117                                     | L.A. Lakers                                 | 118-97                                      | 97-112                                      | 99-107                                      |                                             |                                             |
| Indiana             | 127-134                                     | 131-135                                     | Phoenix                                     | 113-114                                     | 116-125                                     | 102-114                                     | 98-89                                       |                                             |
| Milwaukee           | 117-132                                     | 107-137                                     | Sacramento                                  | 128-129 (OT)                                | 98-122                                      | 100-110                                     |                                             |                                             |
| Division            | 3-7 (Domicile : 2-3; Extérieur : 1-4)       | 3-7 (Domicile : 2-3; Extérieur : 1-4)       | Division                                    | 5-13 (Domicile : 3-6; Extérieur : 2-7)      | 5-13 (Domicile : 3-6; Extérieur : 2-7)      | 5-13 (Domicile : 3-6; Extérieur : 2-7)      | 5-13 (Domicile : 3-6; Extérieur : 2-7)      | 5-13 (Domicile : 3-6; Extérieur : 2-7)      |
| Division Sud-Est    | Division Sud-Est                            | Division Sud-Est                            | Division Sud-Ouest                          | Division Sud-Ouest                          | Division Sud-Ouest                          | Division Sud-Ouest                          | Division Sud-Ouest                          | Division Sud-Ouest                          |
| Équipe              | Domicile                                    | Extérieur                                   | Équipe                                      | Domicile                                    | Domicile                                    | Extérieur                                   | Extérieur                                   | Extérieur                                   |
| Atlanta             | 120-118                                     | 129-119                                     |                                             |                                             |                                             |                                             |                                             |                                             |
| Charlotte           | 103-96                                      | 105-110                                     | Houston                                     | 102-108                                     | 116-105                                     | 99-110                                      | 96-133                                      |                                             |
| Miami               | 118-113                                     | 118-123 (OT)                                | Memphis                                     | 121-116                                     | 111-122                                     | 104-119                                     | 97-132                                      |                                             |
| Orlando             | 108-85                                      | 101-92                                      | New Orleans                                 | 132-91                                      | 111-103                                     | 116-119                                     | 137-136                                     |                                             |
| Washington          | 130-108                                     | 137-101                                     | San Antonio                                 | 120-109                                     | 110-93                                      | 133-129                                     | 116-126                                     |                                             |
| Division            | 8-2 (Domicile : 5-0; Extérieur : 3-2)       | 8-2 (Domicile : 5-0; Extérieur : 3-2)       | Division                                    | 8-8 (Domicile : 6-2; Extérieur : 2-6)       | 8-8 (Domicile : 6-2; Extérieur : 2-6)       | 8-8 (Domicile : 6-2; Extérieur : 2-6)       | 8-8 (Domicile : 6-2; Extérieur : 2-6)       | 8-8 (Domicile : 6-2; Extérieur : 2-6)       |
| Conférence          | 16-14 (Domicile : 9-6; Extérieur : 7-8)     | 16-14 (Domicile : 9-6; Extérieur : 7-8)     | Conférence                                  | 23-29 (Domicile : 13-12; Extérieur : 10-17) | 23-29 (Domicile : 13-12; Extérieur : 10-17) | 23-29 (Domicile : 13-12; Extérieur : 10-17) | 23-29 (Domicile : 13-12; Extérieur : 10-17) | 23-29 (Domicile : 13-12; Extérieur : 10-17) |
| Total               | 39-43 (Domicile : 22-18; Extérieur : 17-25) | 39-43 (Domicile : 22-18; Extérieur : 17-25) | 39-43 (Domicile : 22-18; Extérieur : 17-25) | 39-43 (Domicile : 22-18; Extérieur : 17-25) | 39-43 (Domicile : 22-18; Extérieur : 17-25) | 39-43 (Domicile : 22-18; Extérieur : 17-25) | 39-43 (Domicile : 22-18; Extérieur : 17-25) | 39-43 (Domicile : 22-18; Extérieur : 17-25) |

## Classements

### Saison régulière
| Conférence Ouest | Conférence Ouest                    | Conférence Ouest | Conférence Ouest | Conférence Ouest | Conférence Ouest | Conférence Ouest | Conférence Ouest |
| No               | Franchise                           | Vic.             | Def.             | MJ               | V/D              | GB               |                  |
| ---------------- | ----------------------------------- | ---------------- | ---------------- | ---------------- | ---------------- | ---------------- | ---------------- |
| 1                | Thunder d'Oklahoma City - c         | 68               | 14               | 82               | .829             | –                |                  |
| 2                | Rockets de Houston - y              | 52               | 30               | 82               | .634             | 16               |                  |
| 3                | Lakers de Los Angeles - y           | 50               | 32               | 82               | .610             | 18               |                  |
| 4                | Nuggets de Denver - x               | 50               | 32               | 82               | .610             | 18               |                  |
| 5                | Clippers de Los Angeles - x         | 50               | 32               | 82               | .610             | 18               |                  |
| 6                | Timberwolves du Minnesota - x       | 49               | 33               | 82               | .598             | 19               |                  |
|                  |                                     |                  |                  |                  |                  |                  |                  |
| 7                | Warriors de Golden State - x        | 48               | 34               | 82               | .585             | 20               |                  |
| 8                | Grizzlies de Memphis - x            | 48               | 34               | 82               | .585             | 20               |                  |
| 9                | Kings de Sacramento - pi            | 40               | 42               | 82               | .488             | 28               |                  |
| 10               | Mavericks de Dallas - pi            | 39               | 43               | 82               | .476             | 29               |                  |
|                  |                                     |                  |                  |                  |                  |                  |                  |
| 11               | Suns de Phoenix - o                 | 36               | 46               | 82               | .439             | 32               |                  |
| 12               | Trail Blazers de Portland - o       | 36               | 46               | 82               | .439             | 32               |                  |
| 13               | Spurs de San Antonio - o            | 34               | 48               | 82               | .415             | 34               |                  |
| 14               | Pelicans de La Nouvelle-Orléans - o | 21               | 61               | 82               | .256             | 47               |                  |
| 15               | Jazz de l'Utah - o                  | 17               | 65               | 82               | .207             | 51               |                  |

| Division Sud-Ouest           | V  | D  | MJ | V/D  | GB | Dom   | Ext   | Neu | Div  |
| ---------------------------- | -- | -- | -- | ---- | -- | ----- | ----- | --- | ---- |
| Rockets de Houston - y       | 52 | 30 | 82 | .634 | –  | 29-12 | 23-17 | 0-1 | 13-3 |
| Grizzlies de Memphis - x     | 48 | 34 | 82 | .585 | 4  | 26-15 | 22-19 | 0-0 | 11-5 |
| Mavericks de Dallas - pi     | 39 | 43 | 82 | .476 | 13 | 22-18 | 17-25 | 0-0 | 8-8  |
| Spurs de San Antonio - o     | 34 | 48 | 82 | .415 | 18 | 20-20 | 13-27 | 1-1 | 5-11 |
| Pelicans de Nlle-Orléans - o | 21 | 61 | 82 | .256 | 31 | 14-27 | 7-34  | 0-0 | 3-13 |

### NBA In-Season Tournament
| Rang | Équipe                          | %    | J | G | P | Pp  | Pc  | Diff |
| ---- | ------------------------------- | ---- | - | - | - | --- | --- | ---- |
| 1    | Warriors de Golden State        | .750 | 4 | 3 | 1 | 470 | 462 | 8    |
| 2    | Mavericks de Dallas             | .750 | 4 | 3 | 1 | 493 | 447 | 46   |
| 3    | Nuggets de Denver               | .500 | 4 | 2 | 2 | 455 | 449 | 6    |
| 4    | Grizzlies de Memphis            | .250 | 4 | 1 | 3 | 464 | 475 | -11  |
| 5    | Pelicans de La Nouvelle-Orléans | .250 | 4 | 1 | 3 | 409 | 458 | -49  |

|  | Quarts de finale                     | Quarts de finale                 | Quarts de finale                 | Quarts de finale                 |                         |                         | Demi-finales                     | Demi-finales                     | Demi-finales                     | Demi-finales                     |  |  | Finale                           | Finale                           | Finale                           | Finale                           |
|  |                                      |                                  |                                  |                                  |                         |                         |                                  |                                  |                                  |                                  |  |  |                                  |                                  |                                  |                                  |
|  | 10 décembre 2024 – Milwaukee, WI     | 10 décembre 2024 – Milwaukee, WI | 10 décembre 2024 – Milwaukee, WI | 10 décembre 2024 – Milwaukee, WI |                         |                         | 14 décembre 2024 – Las Vegas, NV | 14 décembre 2024 – Las Vegas, NV | 14 décembre 2024 – Las Vegas, NV | 14 décembre 2024 – Las Vegas, NV |  |  | 17 décembre 2024 – Las Vegas, NV | 17 décembre 2024 – Las Vegas, NV | 17 décembre 2024 – Las Vegas, NV | 17 décembre 2024 – Las Vegas, NV |
|  | 10 décembre 2024 – Milwaukee, WI     | 10 décembre 2024 – Milwaukee, WI | 10 décembre 2024 – Milwaukee, WI | 10 décembre 2024 – Milwaukee, WI |                         |                         | 14 décembre 2024 – Las Vegas, NV | 14 décembre 2024 – Las Vegas, NV | 14 décembre 2024 – Las Vegas, NV | 14 décembre 2024 – Las Vegas, NV |  |  | 17 décembre 2024 – Las Vegas, NV | 17 décembre 2024 – Las Vegas, NV | 17 décembre 2024 – Las Vegas, NV | 17 décembre 2024 – Las Vegas, NV |
|  | Bucks de Milwaukee                   | Bucks de Milwaukee               | 114                              | 114                              |                         |                         | 14 décembre 2024 – Las Vegas, NV | 14 décembre 2024 – Las Vegas, NV | 14 décembre 2024 – Las Vegas, NV | 14 décembre 2024 – Las Vegas, NV |  |  | 17 décembre 2024 – Las Vegas, NV | 17 décembre 2024 – Las Vegas, NV | 17 décembre 2024 – Las Vegas, NV | 17 décembre 2024 – Las Vegas, NV |
|  | Bucks de Milwaukee                   | Bucks de Milwaukee               | 114                              | 114                              |                         |                         | 14 décembre 2024 – Las Vegas, NV | 14 décembre 2024 – Las Vegas, NV | 14 décembre 2024 – Las Vegas, NV | 14 décembre 2024 – Las Vegas, NV |  |  | 17 décembre 2024 – Las Vegas, NV | 17 décembre 2024 – Las Vegas, NV | 17 décembre 2024 – Las Vegas, NV | 17 décembre 2024 – Las Vegas, NV |
|  | Magic d'Orlando                      | Magic d'Orlando                  | 109                              | 109                              |                         |                         | 14 décembre 2024 – Las Vegas, NV | 14 décembre 2024 – Las Vegas, NV | 14 décembre 2024 – Las Vegas, NV | 14 décembre 2024 – Las Vegas, NV |  |  | 17 décembre 2024 – Las Vegas, NV | 17 décembre 2024 – Las Vegas, NV | 17 décembre 2024 – Las Vegas, NV | 17 décembre 2024 – Las Vegas, NV |
|  | Magic d'Orlando                      | Magic d'Orlando                  | 109                              | 109                              | Bucks de Milwaukee      | Bucks de Milwaukee      | 110                              | 110                              |                                  |                                  |  |  | 17 décembre 2024 – Las Vegas, NV | 17 décembre 2024 – Las Vegas, NV | 17 décembre 2024 – Las Vegas, NV | 17 décembre 2024 – Las Vegas, NV |
|  | 11 décembre 2024 – New York, NY      |                                  |                                  |                                  | Bucks de Milwaukee      | Bucks de Milwaukee      | 110                              | 110                              |                                  |                                  |  |  | 17 décembre 2024 – Las Vegas, NV | 17 décembre 2024 – Las Vegas, NV | 17 décembre 2024 – Las Vegas, NV | 17 décembre 2024 – Las Vegas, NV |
|  |                                      |                                  | Hawks d'Atlanta                  | Hawks d'Atlanta                  | 102                     | 102                     |                                  |                                  |                                  |                                  |  |  | 17 décembre 2024 – Las Vegas, NV | 17 décembre 2024 – Las Vegas, NV | 17 décembre 2024 – Las Vegas, NV | 17 décembre 2024 – Las Vegas, NV |
|  | Knicks de New York                   | Knicks de New York               | Hawks d'Atlanta                  | Hawks d'Atlanta                  | 102                     | 102                     | 100                              | 100                              |                                  |                                  |  |  | 17 décembre 2024 – Las Vegas, NV | 17 décembre 2024 – Las Vegas, NV | 17 décembre 2024 – Las Vegas, NV | 17 décembre 2024 – Las Vegas, NV |
|  | Knicks de New York                   | Knicks de New York               | 14 décembre 2024 – Las Vegas, NV |                                  |                         |                         | 100                              | 100                              |                                  |                                  |  |  | 17 décembre 2024 – Las Vegas, NV | 17 décembre 2024 – Las Vegas, NV | 17 décembre 2024 – Las Vegas, NV | 17 décembre 2024 – Las Vegas, NV |
|  | Hawks d'Atlanta                      | Hawks d'Atlanta                  | 108                              | 108                              |                         |                         |                                  |                                  |                                  |                                  |  |  | 17 décembre 2024 – Las Vegas, NV | 17 décembre 2024 – Las Vegas, NV | 17 décembre 2024 – Las Vegas, NV | 17 décembre 2024 – Las Vegas, NV |
|  | Hawks d'Atlanta                      | Hawks d'Atlanta                  | 108                              | 108                              | Bucks de Milwaukee      | Bucks de Milwaukee      | 97                               | 97                               |                                  |                                  |  |  |                                  |                                  |                                  |                                  |
|  | 10 décembre 2024 – Oklahoma City, OK |                                  |                                  |                                  | Bucks de Milwaukee      | Bucks de Milwaukee      | 97                               | 97                               |                                  |                                  |  |  |                                  |                                  |                                  |                                  |
|  |                                      |                                  | Thunder d'Oklahoma City          | Thunder d'Oklahoma City          | 81                      | 81                      |                                  |                                  |                                  |                                  |  |  |                                  |                                  |                                  |                                  |
|  | Thunder d'Oklahoma City              | Thunder d'Oklahoma City          | Thunder d'Oklahoma City          | Thunder d'Oklahoma City          | 81                      | 81                      | 118                              | 118                              |                                  |                                  |  |  |                                  |                                  |                                  |                                  |
|  | Thunder d'Oklahoma City              | Thunder d'Oklahoma City          |                                  |                                  |                         |                         |                                  |                                  |                                  |                                  |  |  |                                  |                                  |                                  |                                  |
|  | Mavericks de Dallas                  | Mavericks de Dallas              | 104                              | 104                              |                         |                         |                                  |                                  |                                  |                                  |  |  |                                  |                                  |                                  |                                  |
|  | Mavericks de Dallas                  | Mavericks de Dallas              | 104                              | 104                              | Thunder d'Oklahoma City | Thunder d'Oklahoma City | 111                              | 111                              |                                  |                                  |  |  |                                  |                                  |                                  |                                  |
|  | 11 décembre 2024 – Houston, TX       |                                  |                                  |                                  | Thunder d'Oklahoma City | Thunder d'Oklahoma City | 111                              | 111                              |                                  |                                  |  |  |                                  |                                  |                                  |                                  |
|  |                                      |                                  | Rockets de Houston               | Rockets de Houston               | 96                      | 96                      |                                  |                                  |                                  |                                  |  |  |                                  |                                  |                                  |                                  |
|  | Rockets de Houston                   | Rockets de Houston               | Rockets de Houston               | Rockets de Houston               | 96                      | 96                      | 91                               | 91                               |                                  |                                  |  |  |                                  |                                  |                                  |                                  |
|  | Rockets de Houston                   | Rockets de Houston               |                                  |                                  |                         |                         |                                  | 91                               |                                  |                                  |  |  |                                  |                                  |                                  |                                  |
|  | Warriors de Golden State             | Warriors de Golden State         | 90                               | 90                               |                         |                         |                                  |                                  |                                  |                                  |  |  |                                  |                                  |                                  |                                  |
|  | Warriors de Golden State             | Warriors de Golden State         | 90                               | 90                               |                         |                         |                                  |                                  |                                  |                                  |  |  |                                  |                                  |                                  |                                  |
|  |                                      |                                  |                                  |                                  |                         |                         |                                  |                                  |                                  |                                  |  |  |                                  |                                  |                                  |                                  |